# Szentharaszt
Szentharaszt (szlovákul Vinohrady nad Váhom, korábban Svätá Chrasť) község Szlovákiában, a Nagyszombati kerületben, a Galántai járásban.

## Fekvése
Szeredtől 3 km-re északkeletre, a Vág bal partján található.

## Története
1113-ban a zoborhegyi apátság határleírásában említik először. Ekkor az apátsághoz tartozott, később a semptei váruradalom része volt. Ezt követően tulajdonképpen Sempte szőlőhegye volt, mely akkor lett nevezetes, amikor a 17. században gróf Eszterházi Ferencné Thököly Katalin kegykápolnát építtetett ide.
(Sempte) "Két kath. temploma van; az egyiket, mely szőllőhegyen áll és "Szent-Haraszt" templomnak neveztetik, gr. Thököli Katalin a XIV. században építtette. E templom nagyon látogatott búcsujáróhely."
A trianoni békeszerződésig területe Nyitra vármegye Vágsellyei járásához tartozott. A falu csak 1958-ban nyerte el önállóságát. 

## Népessége
| Év:            | 1994. | 2004.   | 2014.   | 2024.   |
| -------------- | ----- | ------- | ------- | ------- |
| Emberek száma: | 1445  | 1515    | 1538    | 1678    |
| Eltérés:       |       | +4,84 % | +1,51 % | +9,10 % |

| Év:            | 2023. | 2024.   |
| -------------- | ----- | ------- |
| Emberek száma: | 1669  | 1678    |
| Eltérés:       |       | +0,53 % |

2001-ben 1466 lakosából 1442 szlovák volt.
2011-ben 1569 lakosából 1468 szlovák volt.
2021-ben 1657 lakosából 4 (+2) magyar, 1542 (+1) szlovák, 1 (+1) ruszin, 24 (+1) egyéb és 86 ismeretlen nemzetiségű volt.

## Nevezetességei
- A falu Szűz Mária tiszteletére szentelt 17. századi temploma kegyhely, eredete: egy, itt a szentkútnál bőrbetegségéből meggyógyult lány apja kápolnát építtetett.
- A falu felső végén, a Vág folyó feletti magaslaton egy Szent Orbán tiszteletére szentelt 1728-ban épített kápolna is áll, mely az itt vízbefúltak emlékére épült.
- A templom bejáratával szemben a Sándor grófi család síremlékei láthatók, akik a kegytemplom patrónusai voltak.